# Memorándum

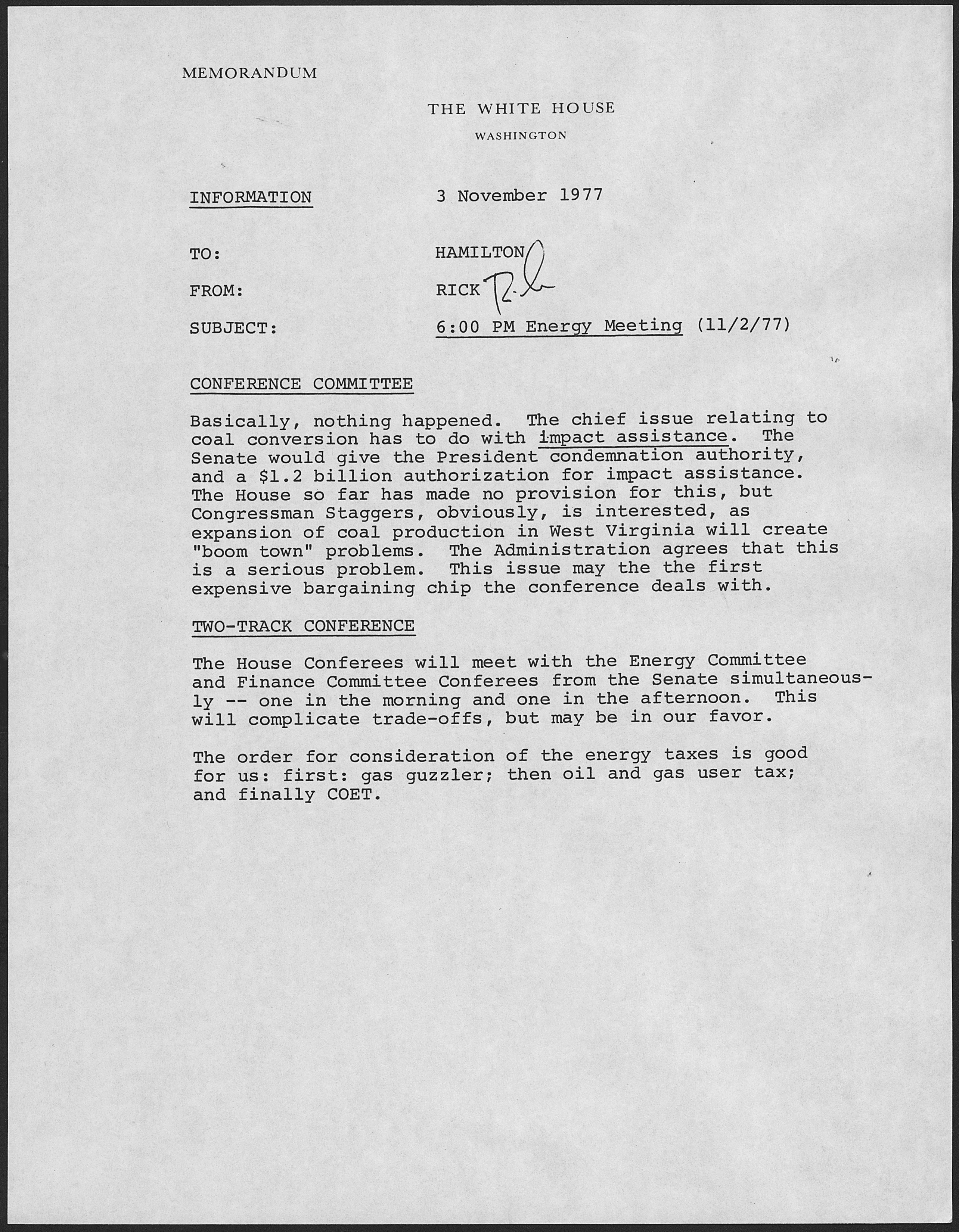
Un memorándum de 1977 enviado por un miembro del personal de la Casa Blanca referente a una reunión.

El memorándum (también aceptado memorando; del latín memorandum est, 'lo que debe recordarse') es un mensaje escrito breve por el que se intercambia información entre distintos departamentos de una organización. Se usa para comunicar alguna indicación, recomendación, instrucción, disposición, etc. Su uso más habitual es para transmitir información de un responsable a sus subordinados.
También puede ser una anotación que contenga alguna información que quiera ser recordada, ya que "memorándum" significa "cosa que debe tenerse en la memoria".

## Etimología
La palabra "memorándum" es un término proveniente del latín. Memorándum tiene la misma raíz que memoria. El sufijo -ndum es un participio verbal que marca obligación: así agenda significa 'cosas que hay que hacer', por lo que memorandum significa 'lo que debe recordarse'.

## Estructura
El documento se caracteriza por redacción breve, sencilla y sin mucho protocolo. Además la información tiene que ser clara, precisa y referida a un único tema.
La estructura se compone de tres elementos básicos:
- Cabecera: Contiene los datos de quien lo envía (remitente), a quién se envía (destinatario), para qué se envía (asunto) y la fecha. No lleva fórmula de saludo.
- Cuerpo: Incluye la exposición de las peticiones, los comentarios, etc.
- Pie: Además de la fecha y la firma, se indica si hay documentos o copia adjuntos y cualquier otra nota de interés para el destinatario.